# ¿A quién le importa?
"¿A quién le importa?", é um single de sucesso lançado da banda de pop rock espanhola Alaska y Dinarama, lançando no álbum No es pecado de 1986. Em 2002 a cantora pop mexicana Thalia regravou a música em seu sétimo álbum de estúdio auto-intitulado (2002).

## Informações sobre a música
A canção foi originalmente escrita e produzida por Carlos Berlanga e Nacho Canut. A versão de Alaska y Dinarama da música foi mais tarde reconhecido como um hino gay de língua espanhola - Falando sobre a comunidade LGBT, mesmo não fazendo alusão direta a ela em algum momento. Alaska (o cantor original) permanece uma estrela na mídia espanhola.
A música descreve uma pessoa que é criticada por ser diferente. A lírica de pergunta e título "O que te importa?", É repetido ao longo da música, indicando que as críticas não afetam a pessoa e ela vai continuar do jeito que ela é. O refrão da música pergunta (traduzido do espanhol): "O que te importa?, o que eu faço? / O que te importa? o que eu digo? / Eu sou do jeito que sou. Continuarei sendo isso. / Eu nunca mudarei".

## Vídeos musicais

### Vídeo musical de Alaska y Dinarama
O videoclipe foi filmado em 1986 no estúdio da TVE para o programa do Alasca La bola de cristal. O videoclipe retrata o Alasca com seu visual "Rastafari Punk" (sua maquiagem é verde e seu cabelo é raspado dos lados e preso em um rabo de cavalo alto com dreadlocks), como ela canta no centro de uma multidão energética parecem se motivar por ela e apoiá-la). Neste vídeo, o Alasca está usando uma jaqueta de franja prateada. Este estilo mais tarde inspirou Thalia a se vestir quase identicamente com ela durante sua viagem à Argentina. Este vídeo foi exibido pela primeira vez na Espanha em 1986.

### Vídeo musical de Thalia
O videoclipe da música foi dirigido por Jeb Brien e filmado em Manhattan, Nova York, no navio "Frying Pan". No vídeo, Thalía tem um visual punk e interpreta sua música em uma boate gay. Miri Ben-Ari, que toca violino na música, também faz uma participação especial no vídeo. O vídeo foi exibido pela primeira vez no outono de 2002.

### Vídeo musical de Fangoria
Fangoria foi filmado em Benidorm, na Espanha. O vídeo é basicamente uma peça de teatro, estrelada pelo Alasca usando 5 conjuntos diferentes de roupas. Um grupo compõe-se de 28 pessoas energéticas e dançam na "cena". Este vídeo é uma homenagem aos programas de TV do final do ano.

## Faixas
"Alaska y Dinarama Single espanhol"
1. ¿A quién le importa ?
2. ¿A quién le importa? (Club mix)

"Thalia"
CD single mexicano e americano
1. "¿A Quién le Importa?" [Album Version] – 3:44
2. "¿A Quién le Importa?" [Hex Hector/Mac Quayle Radio Vocal Mix] – 3:58
3. "¿A Quién le Importa?" [Hex Hector/Mac Quayle Club Vocal Mix] – 7:14
4. "You Spin Me 'Round (Like a Record)" – 3:56

Promo CD Single
1. "¿A Quién le Importa?" [Album Version]
2. "¿A Quién le Importa?" [Hex Hector/Mac Quayle Radio Vocal Mix] – 3:58
3. "¿A Quién le Importa?" [Hex Hector/Mac Quayle Club Vocal Mix] – 7:14

Single europeu
1. "¿A Quién le Importa?" [Hex Hector/Mac Quayle Club Vocal Mix] - 7:14

U.S. 12" vinyl single

A-side
1. "¿A Quién le Importa?" [Hex Hector/Mac Quayle Club Vocal Mix] – 7:14
2. "¿A Quién le Importa?" [Hex Hector/Mac Quayle Radio Vocal Mix] – 3:58

B-side
1. "You Spin Me 'Round (Like a Record)" – 3:56
2. "¿A Quién le Importa?" [Album Version] – 3:44

## Desempenho nas tabelas musicais

### Posições
| Chart (2003)                                 | Maior posição |
| -------------------------------------------- | ------------- |
| Estados Unidos (Billboard Hot Latin Airplay) | 9             |
| Estados Unidos (Billboard Hot Latin Songs)   | 9             |
| Estados Unidos (Billboard Latin Pop Airplay) | 6             |